# Hello from Mars
Hello from Mars är en låt framförd av F.L.Y.. Den är skriven av Mārtiņš Freimanis och Lauris Reiniks.
Låten var Lettlands bidrag i Eurovision Song Contest 2003 i Riga i Lettland. I finalen den 24 maj slutade den på tjugofjärde plats med 5 poäng.